# Das Sommerhaus der Stars – Kampf der Promipaare/Staffel 5
Die 5. Staffel der deutschen Reality-Show Das Sommerhaus der Stars – Kampf der Promipaare wurde vom 9. September bis zum 1. November 2020 jeweils mittwochs und sonntags auf dem Privatsender RTL ausgestrahlt. Innerhalb von Folge 11 wurde nach dem Finale die Aftershow Das große Wiedersehen ausgestrahlt, bei der, unter Moderation von Angela Finger-Erben, alle Paare nochmals auftraten und die vergangene Staffel besprachen und analysierten. Während der Staffel wurde am 20. September 2020 das Special Was bisher geschah ausgestrahlt. Begleitend zur Staffel wurde auf RTL+ ein Podcast zur Sendung veröffentlicht. Moderator Martin Tietjen und Trash-TV-Experte Anredo besprachen und analysierten zu jeder ausgestrahlten Folge das Geschehen mit den ausgeschiedenen Paaren und prominenten Gästen.
Erstmals zogen zehn Promipaare in das Sommerhaus. Aufgrund der COVID-19-Pandemie war es dieses Jahr kein Haus in Portugal, sondern ein Bauernhof in Bocholt-Barlo in Nordrhein-Westfalen. Alle Paare begaben sich vorab in Selbstisolation und wurden anschließend auf SARS-CoV-2 getestet. Am 8. Juni wurde bekanntgegeben, dass das Paar Fleur/Özdemir das Haus nach drei Drehtagen verließ. Das Siegerehepaar Robens erhielt zum Preisgeld von 50.000 Euro wie drei andere Paare 30.000–35.000 Euro Gage, insgesamt blieben sie damit allerdings unter der Spitzengage von 100.000 Euro für das Paar Mangold/Lange. Caro Robens und Andreas Robens wurden das Promi-Paar 2020.

## Teilnehmer

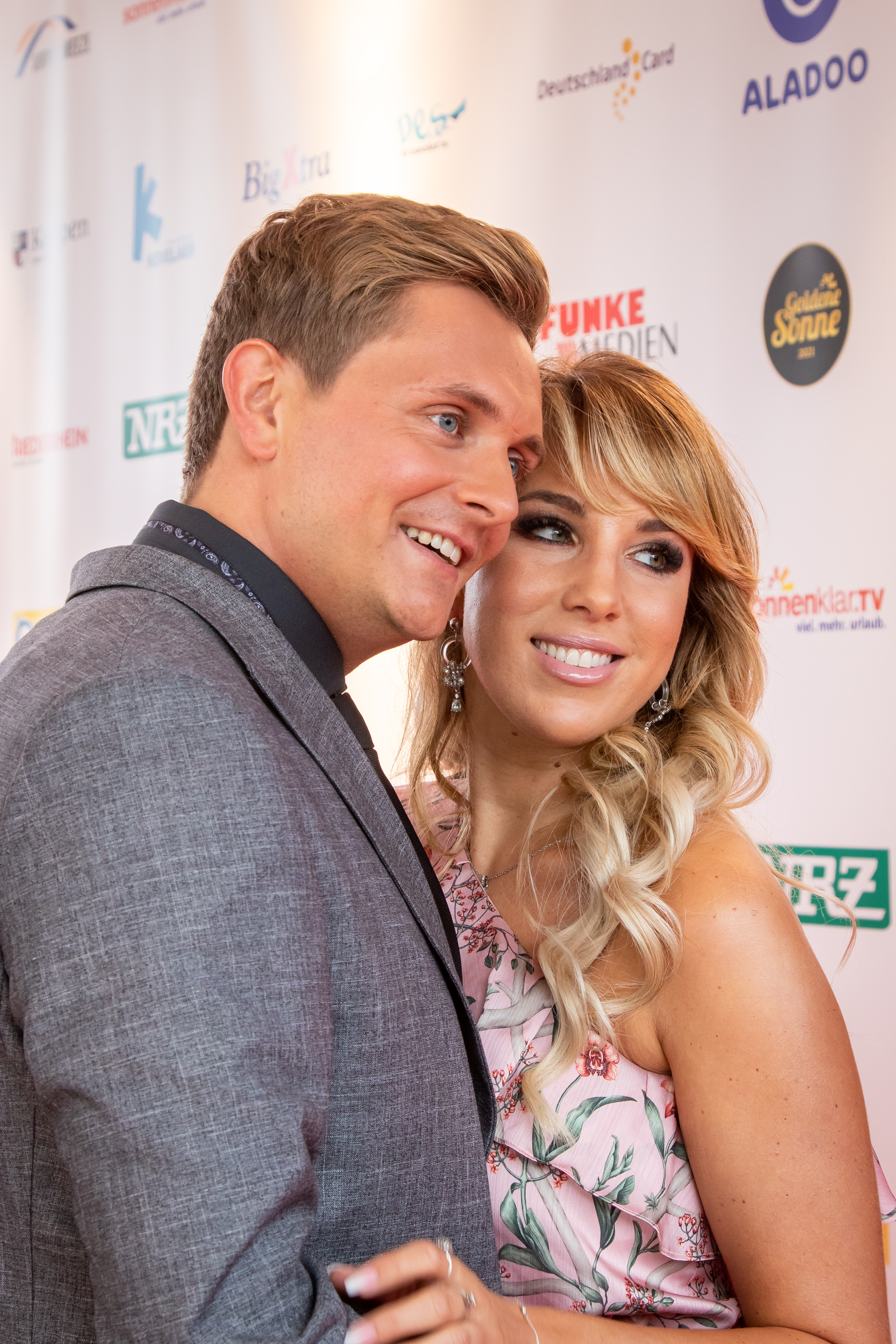
Tim Sandt und Annemarie Eilfeld erreichten in Staffel 5 Platz 6.

| Platz | Teilnehmer                                                   | Bekannt geworden als | Einzug in Folge | Auszug in Folge | Rausgewählt mit […] Stimmen |
| ----- | ------------------------------------------------------------ | --- | --------------- | --------------- | --------------------------- |
| 1     | Caro Robens (40) und ihr Ehemann Andreas Robens (53)         | Teilnehmer bei Goodbye Deutschland! Die Auswanderer | 1               | 11              |                             |
| 2     | Diana Herold (46) und ihr Ehemann Michael Tomaschautzki (48) | Fotomodell, Darstellerin bei Bullyparade / – | 16              | 411             | 6 von 80                    |
| 3     | Lisha Savage (33) und ihr Ehemann Lou Savage (31)            | YouTuber-Paar, Influencer | 1               | 11              | Spielergebnis               |
| 4     | Martin Bolze (62) und seine Ehefrau Michaela Scherer (53)    | Showhypnotiseur, Buchautor, Teilnehmer bei Goodbye Deutschland! Die Auswanderer und Das Supertalent / Designerin, Prinzessin von Anhalt                   | 1               | 11              | Spielergebnis               |
| 5     | Eva Benetatou (28) und ihr Verlobter Chris Broy (31)         | Teilnehmerin bei Der Bachelor, Promi Big Brother und Promis unter Palmen / –                                                                              | 3               | 10              | 3 von 5                     |
| 6     | Annemarie Eilfeld (30) und ihr Freund Tim Sandt (29)         | Sängerin, Teilnehmerin bei Deutschland sucht den Superstar und Kampf der Realitystars / –                                                                 | 1               | 8               | 4 von 6                     |
| 7     | Andrej Mangold (33) und seine Freundin Jennifer Lange (26)   | Basketballspieler, Protagonist in Der Bachelor / Gewinnerin bei Der Bachelor                                                                              | 1               | 7               | Spielergebnis               |
| 8     | Iris Klein (53) und ihr Ehemann Peter Klein (53)             | Mutter von Daniela Katzenberger und Jenny Frankhauser, Teilnehmerin bei Big Brother und Ich bin ein Star – Holt mich hier raus! / Teilnehmer bei X Factor | 5               | 7               | 5 von 7                     |
| 9     | Denise Kappés (29) und ihr Freund Henning Merten (32)        | Teilnehmerin bei Der Bachelor, Influencerin / YouTuber | 1               | 5               | freiwilliger Auszug         |
| 10    | Georgina Fleur (30) und ihr Verlobter Kubilay Özdemir (41)   | It-Girl, Fotomodell, Teilnehmerin bei Der Bachelor, Ich bin ein Star – Holt mich hier raus!, Promi Big Brother und Kampf der Realitystars / –             | 1               | 2               | freiwilliger Auszug         |

## Nominierungen
|                          | Runde 1 (Folge 2)                             | Runde 2 (Folge 4)                             | Runde 3 (Folge 6)                                         | Runde 4 (Folge 8)                                         | Runde 5 (Folge 10)                                           | Finale (Folge 11)              |
| ------------------------ | --------------------------------------------- | --------------------------------------------- | --------------------------------------------------------- | --------------------------------------------------------- | ------------------------------------------------------------ | ------------------------------ |
| Caro & Andreas           | Denise & Henning                              | Diana & Michael                               | Iris & Peter                                              | Annemarie & Tim                                           | Eva & Chris                                                  | Promipaar 2020                 |
| Diana & Michael          | Caro & Andreas                                | Martin & Michaela                             | rausgewählt in Folge 4                                    | Annemarie & Tim                                           | Lisha & Lou                                                  | 2. Platz                       |
| Lisha & Lou              | Caro & Andreas                                | Diana & Michael                               | Iris & Peter                                              | Caro & Andreas                                            | Eva & Chris                                                  | 3. Platz                       |
| Martin & Michaela        | Caro & Andreas                                | Diana & Michael                               | Iris & Peter                                              | Annemarie & Tim                                           | Eva & Chris                                                  | 4. Platz                       |
| Eva & Chris              | Nicht im Haus                                 | Martin & Michaela                             | Caro & Andreas                                            | Annemarie & Tim                                           | Lisha & Lou                                                  | rausgewählt in Folge 10        |
| Annemarie & Tim          | Caro & Andreas                                | Diana & Michael                               | Iris & Peter                                              | Caro & Andreas                                            | rausgewählt in Folge 8                                       | rausgewählt in Folge 8         |
| Andrej & Jennifer        | Caro & Andreas                                | Diana & Michael                               | Iris & Peter                                              | rausgewählt in Folge 7                                    | rausgewählt in Folge 7                                       | rausgewählt in Folge 7         |
| Iris & Peter             | Nicht im Haus                                 | Nicht im Haus                                 | Caro & Andreas                                            | rausgewählt in Folge 6                                    | rausgewählt in Folge 6                                       | rausgewählt in Folge 6         |
| Denise & Henning         | Caro & Andreas                                | Diana & Michael                               | freiwilliger Auszug in Folge 5                            | freiwilliger Auszug in Folge 5                            | freiwilliger Auszug in Folge 5                               | freiwilliger Auszug in Folge 5 |
| Georgina & Kubilay       | freiwilliger Auszug in Folge 2                | freiwilliger Auszug in Folge 2                | freiwilliger Auszug in Folge 2                            | freiwilliger Auszug in Folge 2                            | freiwilliger Auszug in Folge 2                               | freiwilliger Auszug in Folge 2 |
|                          | Runde 1 (Folge 2)                             | Runde 2 (Folge 4)                             | Runde 3 (Folge 6)                                         | Runde 4 (Folge 8)                                         | Runde 5 (Folge 10)                                           | Finale (Folge 11)              |
| Freiwilliger Auszug      | Georgina & Kubilay                            |                                               | Denise & Henning                                          |                                                           |                                                              |                                |
| Nominierungs- schutz     | Andrej & Jennifer Annemarie & Tim Lisha & Lou | Andrej & Jennifer Eva & Chris Annemarie & Tim | Andrej & Jennifer Eva & Chris Lisha & Lou Annemarie & Tim | Eva & Chris Martin & Michaela Diana & Michael Lisha & Lou | Diana & Michael Lisha & Lou Caro & Andreas Martin & Michaela |                                |
| Rauswahl                 |                                               | Diana & Michael 6 von 8 Stimmen               | Iris & Peter 5 von 7 Stimmen                              | Andrej & JenniferAnnemarie & Tim 4 von 6 Stimmen          | Eva & Chris 3 von 5 Stimmen                                  |                                |
| Anmerkungen: 1. 2. 3. 4. |                                               |                                               |                                                           |                                                           |                                                              |                                |

## Ablauf
- In Folge 1 konnten sich Andrej Mangold und seine Freundin Jennifer Lange Nominierungsschutz erspielen. Nominiert wurde in dieser Folge noch nicht. Die Sendung endete mit einer Spuckattacke von Kubilay Özdemir ins Gesicht von Andrej Mangold während eines Wortgefechts. Der Streit wurde begünstigt durch vorherigen, starken Alkoholkonsum der Kandidaten Andreas Robens und Kubilay Özdemir. Letzterer trank trotz seines Alkoholproblems vor laufenden Kameras Alkohol. Die Auftaktfolge wurde aufgrund der fast handgreiflichen Streitigkeiten kontrovers in den Medien diskutiert.
- In Folge 2 verließen zu Beginn Georgina Fleur und Kubilay Özdemir freiwillig das Haus. Im ersten Spiel konnten sich Annemarie Eilfeld und Tim Sandt Nominierungsschutz erspielen, im zweiten Spiel Lisha und Lou. Bei der ersten Nominierung wurden mit 6 von 7 Stimmen Caroline und Andreas Robens zum unbeliebtesten Paar gewählt. Aufgrund des vorzeitigen Auszugs mussten sie das Haus nicht verlassen.
- In Folge 3 zogen Eva Benetatou und ihr Verlobter Chris Broy als Ersatzkandidaten für Georgina Fleur und Kubilay Özdemir ins Haus ein. Im ersten Spiel konnten sich Andrej Mangold und Jennifer Lange den Nominierungsschutz erspielen, während es im zweiten Spiel Eva Benetatou und Chris Broy gelang. Als im Stimmungsbarometer erfragt wurde, wen die Paare nominieren würden, erhielten Diana Herold und Michael Tomaschautzki 4 von 8 Stimmen, Annemarie Eilfeld und Tim Sandt 2 Stimmen und sowohl Denise Kappés und Henning Merten als auch Martin Bolze und Michaela Scherer je eine Stimme.
- In Folge 4 musste das Spiel Tierisch blind abgebrochen werden, nachdem Tim Sandt durch Michael Tomaschautzki (beide hatten die Augen verdeckt) niedergeschlagen und ins Krankenhaus gebracht wurde.  Er kehrte noch am selben Tag ins Haus zurück, woraufhin bekannt gegeben wurde, dass das Spiel nicht gewertet wird. Im folgenden Ersatzspiel Lippenbekenntnis konnten Annemarie Eilfeld und Tim Sandt den Nominierungsschutz erspielen. Diana Herold und ihr Ehemann Michael Tomaschautzki wurden mit 6 von 8 Stimmen rausgewählt.
- In Folge 5 zogen Iris und Peter Klein in das Sommerhaus ein. In den folgenden Spielen konnten Andrej Mangold und Jenny Lange, Eva Benetatou und Chris Broy und Lisha und Lou jeweils den Nominierungsschutz erspielen. Nach dem ersten Paarspiel beschlossen Denise Kappés und Henning Merten, das Haus freiwillig zu verlassen. Im Anschluss wurde erneut gefragt, wen die Paare nominieren würden. Hierbei erhielten Iris und Peter Klein die meisten Stimmen.
- In Folge 6 konnten Annemarie Eilfeld und Tim Sandt den Nominierungsschutz erspielen. Als Ergebnis der Nominierungsrunde wurden Iris und Peter Klein mit 5 von 7 Stimmen rausgewählt. Im Anschluss an die Exitzeremonie zogen Diana Herold und Michael Tomaschautzki zurück ins Sommerhaus, da in der vorhergehenden Folge Denise Kappés und Henning Merten das Haus freiwillig verlassen hatten.
- In Folge 7 traten im Spiel „Reiner Wein“ Andreas, Diana, Annemarie, Jennifer, Eva und Lisha allein an. Negative Aussagen wie „Du nervst am meisten“ sollten ehrlich einem Mitbewohnerpaar zugeordnet werden. (Das Spiel wurde bereits in den drei Staffeln zuvor gespielt; es war bekannt, dass das Paar, das am meisten einstecken muss, Spielgewinner sein wird; es wurde deshalb auch mit Antworten getrickst.) Nach insgesamt fünf Zuordnungsrunden waren dennoch Eva und Chris am meisten genannt worden und Evas Weinglas übergelaufen. Daraufhin erhielt Eva per Briefumschlag die Information, dass sie für die folgende Nominierung Nominierungsschutz hat und zugleich ein Paar direkt herauswählen darf. Ihre Wahl fiel auf Andrej und Jennifer, die sofort das Haus verlassen mussten.[5] In dem folgenden Spiel konnten sich  den Nominierungsschutz erspielen. Im anschließenden Stimmungsbarometer wurde erneut gefragt, wen die Paare nominieren würden – mit der Änderung, dass jedes Paar zwei andere Paare benennen musste. Hierbei erhielten Caro und Andreas und Diana und Michael jeweils 4 Stimmen. Lisha und Lou sowie Annemarie und Tim erhielten jeweils 2 Stimmen.
- In den beiden Spielen in Folge 8 erspielten sich zunächst Diana und Michael, anschließend Lisha und Lou Nominierungsschutz. Damit konnten nur noch zwei Paare nominiert werden. Annemarie  und Tim unterlagen Caro und Andreas mit 4 zu 2 Stimmen.
- In Folge 9 konnten sich im ersten Spiel Diana und Michael den Nominierungsschutz erspielen. Lisha und Lou entschieden das zweite Spiel für sich, nachdem sich Lisha und Caro in einer geheimen Absprache gegen Eva verbündet hatten. Im Stimmungsbarometer wurde taktiert und teilweise nicht die Paare genannt, die man nominieren würde. An Michaela und Martin gingen 4 und an Caro und Andreas sowie Eva und Chris 3 Stimmen.
- In Folge 10 konnten Caro und Andreas das erste Spiel für sich entscheiden und erhielten Nominierungsschutz. Zudem durften sie einem anderen Paar den Nominierungsschutz entziehen. Sie entschieden sich für Lisha und Lou. Im zweiten Spiel konnten sich Martin und Michaela den Nominierungsschutz erspielen. In der Nominierung zum Ende der Folge wurden Eva und Chris mit 3 von 5 Stimmen rausgewählt.
- Das erste Spiel in Folge 11 verloren Martin und Michaela, die daraufhin das Sommerhaus zu verlassen hatten, ebenso wie Lisha und Lou als Verlierer des zweiten Spiels gegen Diana und Michael sowie Caro und Andreas. Diese beiden Paare bestritten das Entscheidungsspiel um den Sieg; Caro und Andreas gewannen.

## Einschaltquoten
| Folge   | Datum (2020)  | Zuschauer | Zuschauer       | Marktanteil | Marktanteil     | Quelle               |
| Folge   | Datum (2020)  | Gesamt    | 14 bis 49 Jahre | Gesamt      | 14 bis 49 Jahre | Quelle               |
| ------- | ------------- | --------- | --------------- | ----------- | --------------- | -------------------- |
| 1       | 9. September  | 2,51 Mio. | 1,39 Mio.       | 9,9 %       | 18,7 %          | [ 6 ] [ 7 ]          |
| 2       | 16. September | 2,49 Mio. | 1,51 Mio.       | 8,9 %       | 18,3 %          | [ 8 ]                |
| Special | 20. September | 1,39 Mio. | –               | 9,5 %       | –               | [ 9 ]                |
| 3       | 20. September | 2,03 Mio. | 1,09 Mio.       | 7,8 %       | 14,1 %          | [ 10 ] [ 11 ]        |
| 4       | 23. September | 2,60 Mio. | 1,57 Mio.       | 9,3 %       | 20,0 %          | [ 12 ] [ 13 ] [ 14 ] |
| 5       | 27. September | 2,40 Mio. | 1,39 Mio.       | 7,9 %       | 15,1 %          | [ 15 ]               |
| 6       | 30. September | 2,66 Mio. | 1,41 Mio.       | 8,9 %       | 15,7 %          | [ 16 ] [ 17 ]        |
| 7       | 4. Oktober    | 2,54 Mio. | 1,43 Mio.       | 8,6 %       | 16,2 %          | [ 18 ] [ 19 ]        |
| 8       | 11. Oktober   | 2,22 Mio. | –               | 7,4 %       | 13,9 %          | [ 20 ]               |
| 9       | 18. Oktober   | 2,55 Mio. | 1,38 Mio.       | 8,1 %       | 14,6 %          | [ 21 ]               |
| 10      | 25. Oktober   | 2,26 Mio. | 1,24 Mio.       | 7,1 %       | 12,8 %          | [ 22 ] [ 23 ]        |
| 11      | 1. November   | 2,42 Mio. | 1,34 Mio.       | 7,7 %       | 13,8 %          | [ 24 ]               |

## Trennungen
- Georgina Fleur und Kubilay Özdemir waren im Oktober 2020 für kurze Zeit getrennt. Im Frühjahr 2021 folgte die endgültige Trennung.[25]
- Jennifer Lange und Andrej Mangold trennten sich im November 2020.[26]
- Eva Benetatou und Chris Broy trennten sich im April 2021.[27]
- Iris Klein und Peter Klein trennten sich im Februar 2023.